# Pierre d'Hauterive
La pierre d'Hauterive, également appelée pierre jaune de Neuchâtel, est une roche sédimentaire marine, un sable calcaire, de teinte jaune caractéristique. Il y a plusieurs carrières sur la commune d'Hauterive, toutes fermées ; les dernières exploitations ont cessé en 1960 à Hauterive et en 1972 à Saint-Blaise. Les premières furent ouvertes par les Romains. Aujourd'hui, elle est souvent remplacée par la pierre de Jaumont.
Cette roche a donné son nom à l'étage géologique auquel elle appartient : l'étage Hauterivien (période Crétacé).

## Constructions
À Neuchâtel, notamment :
- Château de Neuchâtel
- Collégiale de Neuchâtel
- Hôtel du Peyrou
- Hôtel des Postes[3]
- Portes et tours d'enceinte de la ville

Ailleurs :
- Conservatoire de Musique à La Chaux-de-Fonds
- Salle de Musique à La Chaux-de-Fonds
- Abbatiale de Romainmôtier
- Chapelle des Dix Mille Martyrs au Landeron
- Fontaine du Lion à Cressier

On retrouve également de la pierre d'Hauterive sur les ruines romaines d'Aventicum (Avenches), dans l'abbatiale de Payerne, également jusqu'à Soleure et Orbe, transportée par bateau sur le Pays des Trois-Lacs. De nombreuses maisons d'Hauterive, de Neuchâtel, mais aussi des environs (Monruz, St-Blaise), ont été construites en pierre d'Hauterive.
De par ses caractéristiques proches de la pierre de Jaumont, cette dernière a été utilisée dès la fin du XIXe siècle pour compléter ou plaquer différents bâtiments tels que :
- la gare de La Chaux-de-Fonds : façade formée des deux types de pierre
- bâtiment de la rue de l'hôpital 11 à Neuchâtel : placage en pierre de Jaumont
- usine ETA à Fontainemelon : placage en pierre de Jaumont et pierre Jaune

Pour les restaurations actuelles, la pierre de Jaumont est utilisée en remplacement de la pierre d'Hauterive.

## Matériaux de remplacement
- Pierre de Jaumont ;
- Simili Pierre jaune : « mortiers formés d'un liant hydraulique mélangé à un agrégat constitué de Pierre Jaune plus ou moins finement broyée »[4] ;
- Urgonien jaune ;
- Pierre de Boveresse ;
- Calcaire de la région de Morteau (Pierre jaune de Montlebon)[4].